# Haixi
Haixi (Kinesisk skrift: 海西; pinyin: Hǎixī; Wade-Giles: Hǎi-hsī; tibetansk: མཚོ་ནུབ; Wylie: Mtsho-nub) er et autonomt præfektur for mongoler og tibetanere i provinsen Qinghai i den vestlige del af Folkerepublikken Kina.
Det har et areal på 325.785 km² , og en befolkning på omkring 380.000 mennesker i 2007.

## Administrative enheder
Det autonome præfektur Haixi har jurisdiktion over 2 byamter (市 shì), 3 amter (县 xiàn) og 3 administrative komiteer (行政委员会 xíngzhèng wěiyuánhuì), som bare er funktionelle enheder, ikke formelle.
| Kort                    | Kort      | Kort             | Kort                           | Kort          | Kort                  | Kort                   | Kort        | Kort      |
| ----------------------- | --------- | ---------------- | ------------------------------ | ------------- | --------------------- | ---------------------- | ----------- | --------- |
| Kort over Haixi         |           |                  |                                |               |                       |                        |             |           |
| #                       | Navn      | Hanzi            | Hanyu Pinyin                   | Tibetansk     | Wylie                 | Befolkning (2003 est.) | Areal (km²) | Indb./km² |
| Byamter                 |           |                  |                                |               |                       |                        |             |           |
| 1                       | Delingha  | 德令哈市         | Délìnghā Shì                   |               |                       | 60.000                 | 27.613      | 2         |
| 2                       | Golmud    | 格尔木市         | Gé'ěrmù Shì                    | ན་གོར་མོ་གྲོང་ཁྱེར་ | na gor mo grong khyer | 107.000                | 123.460     | 1         |
| Amter                   |           |                  |                                |               |                       |                        |             |           |
| 3                       | Wulan     | 乌兰县           | Wūlán Xiàn                     | ཝུའུ་ལན་རྫོང་     | wu'u lan rdzong       | 39.000                 | 10.784      | 4         |
| 4                       | Dulan     | 都兰县           | Dūlán Xiàn                     | ཏུའུ་ལན་རྫོང་     | tu'u lan rdzong       | 53.000                 | 50.000      | 1         |
| 5                       | Tianjun   | 天峻县           | Tiānjùn Xiàn                   | ཐེན་ཅུན་རྫོང་     | then cun rdzong       | 18.000                 | 20.000      | 1         |
| Administrative komiteer |           |                  |                                |               |                       |                        |             |           |
| 6                       | Lenghu    | 冷湖行政委员会   | Lěnghú Xíngzhèng Wěiyuánhuì    |               |                       | 21.000                 | 21.000      | 1         |
| 7                       | Da Qaidam | 大柴旦行政委员会 | Dàcháidàn Xíngzhèng Wěiyuánhuì |               |                       | 13.000                 | 34.000      | <1        |
| 8                       | Mangya    | 茫崖行政委员会   | Mángyá Xíngzhèng Wěiyuánhuì    |               |                       | 29.000                 | 32.000      | 1         |